# Genuine Grace
Genuine Grace（ジェニュイン・グレイス、通称ジェニグレ）は日本の3人組音楽ユニット。ベースジャンルはエレクトロ。

## 経歴
1998年、ソロユニット[HolyGroove]として活動していたJMが、ヴォーカリストMeguと出逢ったことによりユニットのコンセプトを構築。 その後、ギタリストShinobuをメンバーに迎え、GenuineGraceが本格始動する。 
2001年2月、ライフミュージックよりデビューアルバム『A Little Bit Of Heaven』をリリース。コンテンポラリー・クリスチャン・ミュージックながら、インディーズで3,500枚以上の売り上げを記録。
2005年3月、ミニアルバム『AIR』をリリース。 一方、音楽映像配信サイト『Gプロデュース』を起ち上げた野口五郎が、プロデュースするアーティストを探すため、1万曲以上のインディーズ音源を試聴したというその中から、ジェニグレを発掘。2006年3月、同サイトより『AIR G-Mix』を配信開始。この楽曲は、企画・制作・演奏・トラックダウンに至るすべての流れを野口が手がけた作品となった。
2009年、Meguの出産によりユニット活動を休止。それぞれのソロ活動を経て、2019年10月に配信限定シングル『ETERNITY』をリリース。

## メンバー
- Megu - ヴォーカル
- JM (JM Remix) - キーボード、トラックメイキング
- Shinobu - ギター

## ディスコグラフィ

### アルバム
- A Little Bit Of Heaven - 2001年2月22日発売。ジャケットはホンダマモルが担当。
- AIR - 2005年3月20日発売。ジャケットはANDY V.が担当。

### コンピレーション
- Christmas in JOY - 2005年11月　「ぬくもり」収録
- Christmas in LOVE - 2006年11月　「傷痕」収録
- Celebrate Christmas - 2008年11月　「The First Noel」収録

### 音楽配信
- AIR G-Mix - 2006年3月配信 野口五郎プロデュース
- A Little Bit Of Heaven
- AIR
- ETERNITY

## ラジオ番組
- MeguのCCM Insight!（キリスト教放送局日本FEBC、毎月第3、4金曜日）